# Walid Al-Jahdali
Walid Al-Jahdali (en árabe: وليد عبدربه الجحدلي‎, Jeddah, Arabia Saudita, 1 de junio de 1982) es un exfutbolista de Arabia Saudita que jugaba en la posición de defensa.

## Carrera

### Club
| Periodo   | Club         |
| --------- | ------------ |
| 2000-2006 | Al-Ahli FC   |
| 2006-2007 | Al-Shabab FC |
| 2007–2010 | Al-Ahli FC   |
| 2011–2014 | Al-Shabab FC |
| 2014–2015 | Al-Orobah FC |

### Selección nacional
Debutó con Arabia Saudita el 17 de noviembre de 2004 en la victoria por 3-0 ante Sri Lanka en la clasificación de AFC para la Copa Mundial de Fútbol de 2006. Jugó en 22 partidos hasta su retiro el 16 de julio de 2011 en la derrota por 0-1 ante Kuwait y participó en la Copa Asiática 2007.

## Logros
- Liga Profesional Saudí (1): 2011-12
- Copa del Rey de Campeones (1): 2014
- Copa del Príncipe de la Corona Saudí (1): 2002
- Copa Federación de Arabia Saudita (2): 2001, 2002
- Supercopa de Arabia Saudita (1): 2014
- Liga de Campeones Árabe (1): 2002-03
- Copa de Clubes Campeones del Golfo (1): 2002